# Inveresk
Inveresk, schottisch-gälisch: Inbhir Easg, ist ein Dorf in East Lothian in Schottland. Es liegt unmittelbar im Süden von Musselburgh und ist Teil eines seit 1969 bestehenden Naturschutzgebietes. Der Ort liegt auf einer leichten Erhöhung am Nordufer des Esk, 20 bis 25 Meter über dem Meeresspiegel und wurde von den Römern als Fort im zweiten Jahrhundert nach Christus genutzt.
Der Name „Inveresk“, vom gälischen inbhir, bezieht sich auf die Mündung des Esk in den Firth of Forth.
Das Dorf lag vormals in der Grafschaft Midlothian und entwickelte sich aus der Stadt Musselburgh.
Inveresk ist bekannt für seine Straßen aus dem 17. und 18. Jahrhundert. Die Inveresk Lodge wird jetzt privat vermietet, aber der angrenzende Inveresk Lodge Garden gehört dem National Trust for Scotland; seine Gärten in Westlage am Fluss sind der Öffentlichkeit zugänglich. Es war ursprünglich die Villa von James Wedderburn, der sein Vermögen Eigentümer einer von Sklaven bewirtschafteten Zuckerplantage auf Jamaika gemacht hatte.

## Erwähnenswerte Personen
- James Murray, 2. Duke of Atholl (1690–1764), hier begraben
- Alexander Handyside Ritchie (Bildhauer 1804–1870), hier begraben
- Alexander Milne (1806–1896), Seeoffizier
- Henry Yule (1820–1889), Orientalist, in Inveresk geboren
- Clarissa Dickson Wright, ehemalige Anwältin und Geschäftsfrau, lebte hier seit März 2012.[4]